# Quinito
Joaquim Lucas Duro de Jesus, meglio noto come Quinito (Setúbal, 6 novembre 1948), è un allenatore di calcio, dirigente sportivo ed ex calciatore portoghese, di ruolo centrocampista.

## Palmarès

### Allenatore

#### Competizioni nazionali
- Segunda Liga: 1

Espinho: 1991-1992